# Geovanni
Pour l’article ayant un titre homophone, voir Geovani.
Geovanni Deiberson Maurício Gómez, dit Geovanni, est un footballeur brésilien né le 11 janvier 1980 à Acaiaca (Brésil). Il joue au poste de milieu offensif.

## Biographie
Il est l'oncle de l'ancien joueur des Girondins de Bordeaux, Geraldo Wendel[réf. nécessaire].
Geovanni possède une sélection avec l'équipe du Brésil, acquise lors de l'année 2001.
Il participe aux Jeux olympiques d'été de 2000 et à la Copa América 2001 avec le Brésil.
En club, il joue principalement en faveur du FC Barcelone et du Benfica Lisbonne.

## Carrière
- 1997-2001 :  Cruzeiro EC
- → 1998-1999 :  América FC (Belo Horizonte)
- 2001-2003 :  FC Barcelone
- 2003-2006 :  Benfica
- 2006-2007 :  Cruzeiro EC
- 2007-2008 :  Manchester City
- 2008-2010 :  Hull City
- 2010 :  San José Earthquakes
- 2011-2012 :  EC Vitória
- 2012- :  América FC (Belo Horizonte)[1]

## Palmarès

### En sélection
- Vainqueur de la Coupe du monde des moins de 17 ans en 1997 avec le Brésil
- Vainqueur du Championnat de la CONMEBOL de football des moins de 17 ans en 1997 avec le Brésil

### En club
- Vainqueur de la Coupe du Brésil en 2000 avec Cruzeiro
- Champion de l'État du Minas Gerais en 1997 avec Cruzeiro
- Champion du Portugal en 2005 avec le Benfica Lisbonne
- Vainqueur de la Coupe du Portugal en 2004 avec le Benfica Lisbonne
- Vainqueur de la Supercoupe du Portugal en 2005 avec le Benfica Lisbonne